# Morten Henriksen
Pour les articles homonymes, voir Henriksen.
Morten Henriksen, également connu sous le nom de Morty Mortaroo et Nossie, né le 6 février 1963, est un guitariste, auteur-compositeur et musicien norvégien basé à Moss.
Il est l'un des auteurs-compositeurs de My Heart Goes Boom qui a gagné le Melodi Grand Prix (MGP) en 2000 (no).

## Biographie
Morten Henriksen est initiateur et membre de nombreux groupes et bands, dont Caroline and the Treats, Cosmic Dropouts, Siste Dagers Helvete, Stroyers, The Dynamic Duo, The Joyful Tears, The Tip Toppers, The Twistaroos, The Vikings et The Yum Yums,.
Henriksen a également été guitariste dans le groupe The Jahn Teigen Experience qui joue les classiques de Melodi Grand Prix en version rock.